# 核火砲

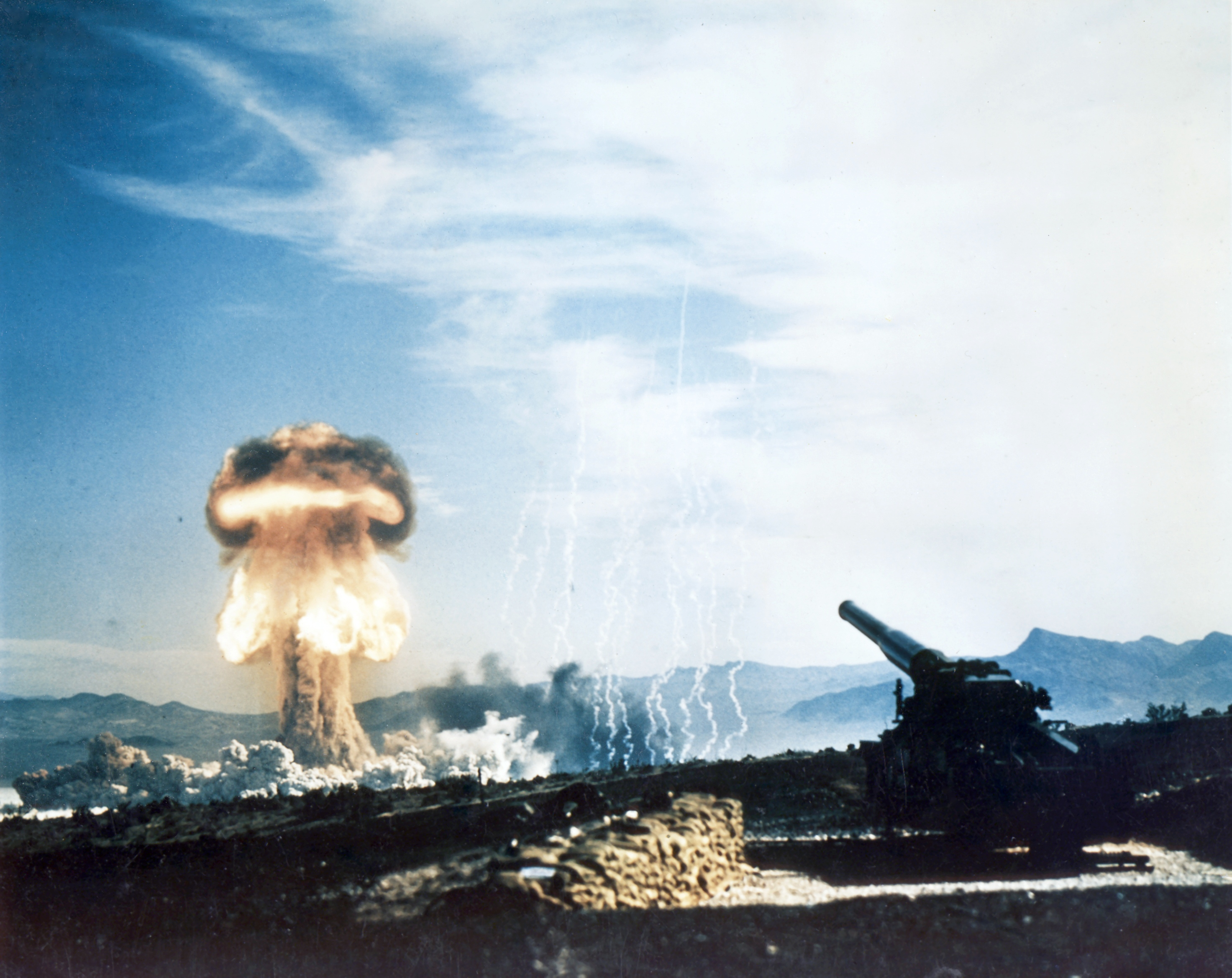
結果-節孔行動-Grable是於1953年，在內華達試驗場進行的核火砲投射試驗。照片描繪了一門280 mm(11寸)口徑的火砲，以及其核砲彈在10 km外爆炸。

核火砲是當量限制式戰術核武器(limited-yield tactical nuclear weapons)的其中一個子集，特別是指那些從地面發射到戰場目標的武器。核火砲通常與以加農炮發射砲彈相關，但在戰術角度上，亦包含短程火箭炮和戰術彈道導彈。
核火砲的研發是核武器國家廣泛推動研發核武器的一部分，核武器可用於在戰場上對付敵軍等戰術用途(這與以核武器攻擊城市，軍事基地，重工業生產基地等戰略用途相反)。核火砲的研發和部署都是由少數國家進行，包含美國，蘇聯和法國。英國則計劃了並部分研發了核火砲系統(如藍水導彈(Blue Water missile)和黃鐵砧炮彈(Yellow Anvil artillery shell))，但均沒投產。
第二組國家則與第一組國家的核火砲有衍生式的關聯。這些國家部署經過訓練和裝備使用核武器的砲兵部隊，但這些核火砲並不由她們掌控。相反，這些武器是由核火砲研發國家的嵌入式保管部隊(embedded custodial units)所擁有。這保管部隊在緊要關頭，要被拿出來用前保有對核火砲的操控權。這些第二組國家包括北大西洋公約組織(北約)成員國，如比利時、加拿大、西德、希臘、意大利、荷蘭、土耳其和英國。
時至今日，核火砲大多都被攜帶着核彈頭的導彈的可移動式戰術彈道導彈發射器取代。

## 美國

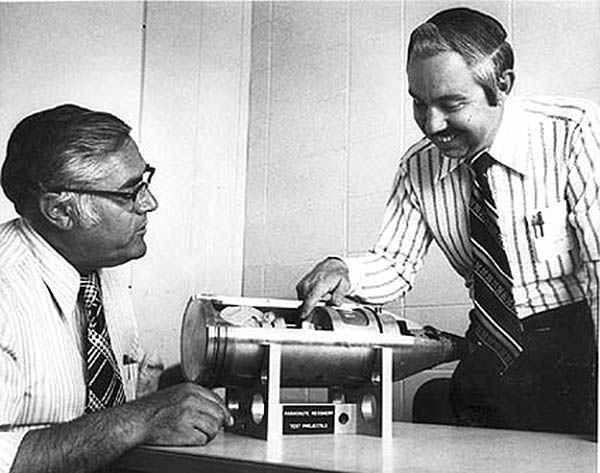
武器設計者和155 mm W48核炮彈全形模型

美國在核武器上的研究誕生了各種型號的火炮系統。在短暫使用M65原子炮後，便採用了常規榴彈炮。投送系統大致按研發順序為︰
- MGR-1誠實約翰自由飛行火箭，運載W7和後來的W31，1953-1985年
- M65原子炮，投送280 mm的W9和W19核炮彈，1953-1963年
- MGM-5飛彈，搭載W7，1955-1964年
- Mk 7 16英寸艦炮，搭載在艾奧瓦級戰艦上，投送406 mm W23核炮彈，1956-1962年
- PGM-11紅石導彈，搭載W39，1958-1964年
- M110自走炮和M115榴彈炮，投送203 mm W33核炮彈，1957-1992年
- M388大衛·克拉克無後座力炮，M-28/M-29彈頭投送W54，1961-1971年
- MGR-3小約翰自由飛行火箭，搭載W45，1961-1969年
- MGM-18曲棍球導彈，搭載核彈頭，1959-1964年
- M109自走炮，M114榴彈炮，M198榴彈炮，投送155 mm W48，1963-1992年
- MGM-29飛彈，搭載W52，1962-1979
- MGM-31潘興導彈， 1962-1969年在潘興1型，1969-1991年在潘興1a型，搭載W50
- MGM-52長矛導彈，搭載W70，1972-1992年
- M110自走炮和M115榴彈炮，投送203 mm W79核炮彈，1976-1992年
- 潘興Ⅱ導彈，搭載W85，1983-1991年
- 155 mm W82核炮彈(已取消)。很大可能是由M109自走炮，M114榴彈炮，M198榴彈炮投送

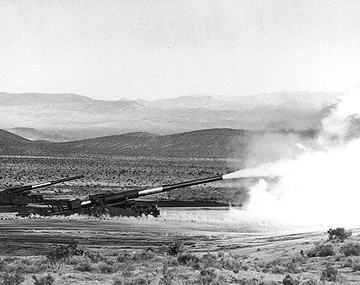
1953年5月25日，280 mm的「原子安妮」在Shot GRABLE中發射核炮彈

第一次的火炮測試在1953年5月25日，內華達試驗場進行。該測試是結果-節孔行動的一部分，代號為Shot GRABLE，一枚280 mm(11寸)，搭載槍式核分裂彈頭的炮彈，被發射至10,000 m外，並離地在160 m處引爆，估計當量為1.5萬噸。這是唯一在美國核武器試驗計劃中實際被發射的核炮彈。該炮彈長1384 mm，重365 kg。它由一個特製，十分大的火炮發射，在俄克拉何馬州勞頓附近的錫爾堡美國陸軍基地火炮測試部隊生產，它被稱為「原子安妮」。當時約有3,200名士兵和平民在場。該彈頭被劃定為W9核彈頭，1952 -1953年間生產了80枚，用於T-124炮彈。它於1957年退役。
研發工作持續並研發出W19，它是長280 mm的核炮彈，W9的加長版。只生產了80枚彈頭且其武器系統在1963年，引入W48彈頭時退役。
W48長846 mm，重58 kg，安裝在一個155 mm M-45 AFAP(Artillery Fired Atomic Projectile，炮射核子炮彈)，以從標準155 mm榴彈炮發射。核融合彈頭為線性內爆式核彈，內有一個長圓柱形次臨界裂變物質，它在啟動時，引爆炸藥，內部的裂變物質被爆炸壓縮至一個超臨界球體。W48的爆炸當量僅為100噸TNT。
W48於1963年開始生產，1968年，當它被Mod 1替換時，生產了135枚Mod 0炮彈。1965-1969年間，生產了925枚Mod 1炮彈。
除W48之外，只有一種炮彈被大量生產。它便是用於直徑8寸(203 mm)炮彈的W33核彈頭。1957-1965年間，生產了約2,000枚W33彈頭。每枚XM422炮彈長940 mm，重243磅。XM422配備了一個三層機械式時間引信。當需要使用到它們時，會從8寸標準榴彈炮發射。

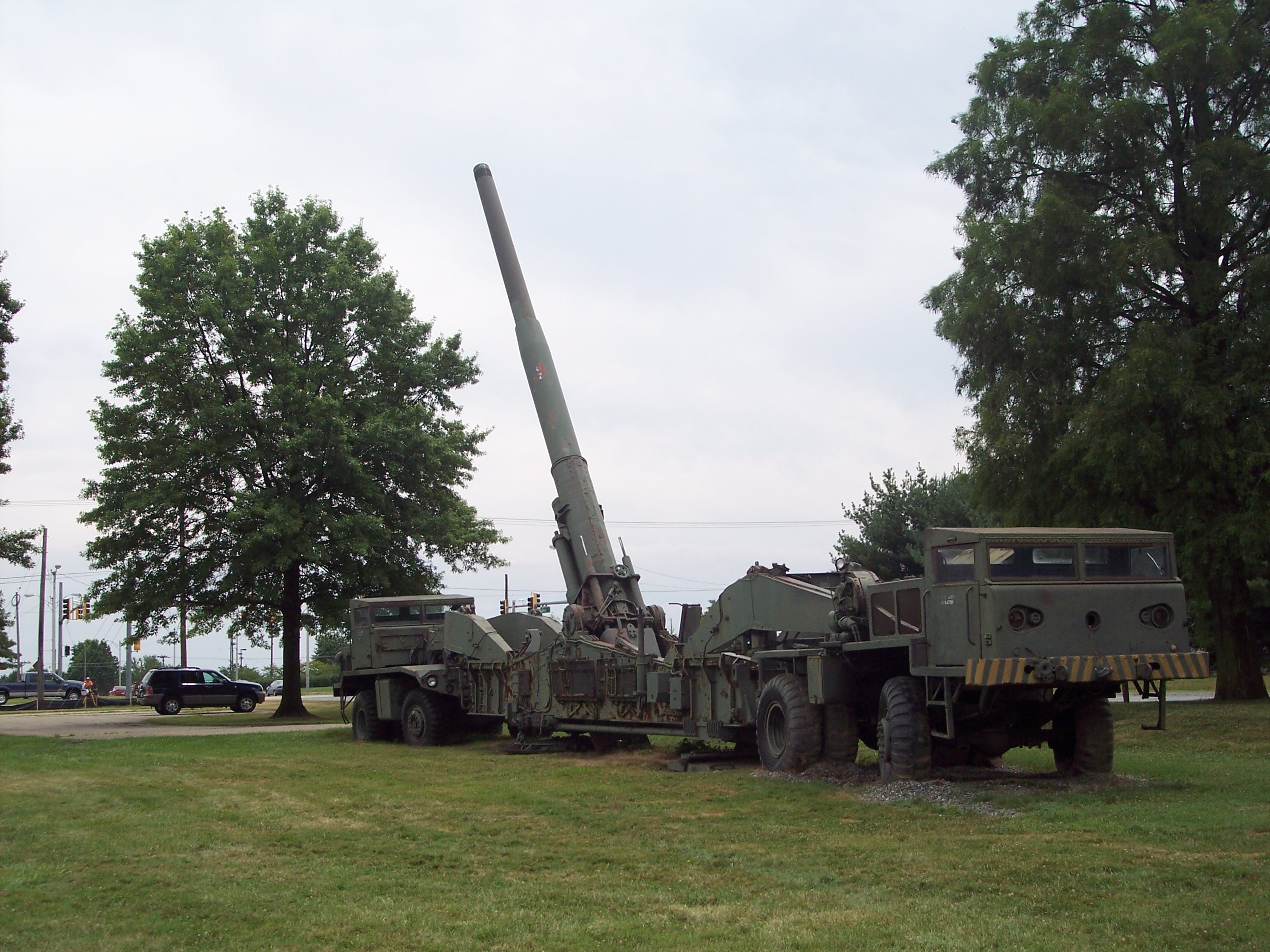
展示於阿伯丁試驗場的280 mm原子加農炮

W33的四種爆炸當量選項均高於W48。M422炮彈是在發射現場組裝，以提供所需當量，三種為0.5-1萬噸，一種為4萬噸。它有一個彈道配對瞄準彈(HES M424)(ballistically matched spotting round)和一個特殊白色袋裝裝彈系統M80，由1-3個裝彈系統組成。M423火炮訓練彈及其相關的「鳥籠」展示於新墨西哥州阿爾伯克基的國家原子博物館中。
彈頭的升級亦在進行︰155 mm W74以及203 mm W75於1970年左右被研發出來，它們的目標是當量為100噸或以上。但這些型號在1973年被取消。進一步的研發計劃在1980年代展開︰用於XM-785(155 mm炮彈)的W82，為強型輻射(中子彈)設計，使其爆炸當量接近2000噸。其研發在1983年終止。純裂變型號W82-1的設計在當時亦完成，但於1990年終止。
其他的研發亦繼續進行。1958年，研發並測試了一枚採用核融合技術的彈頭，UCRL Swift。該彈頭長622 mm，直徑127 mm，重43.5 kg。在試驗中，其當量僅為190噸，因為它未能啟動核融合反應，僅初時的核分裂反應和其爆炸正常進行。亦有未經證實的報告指，類似概念的研究工作一直持續至1970年代，並誕生了當量為1000噸，設計用於海軍5寸炮(127 mm)炮彈的彈頭。然而，這從未作為作戰武器部署。
1991年，美國單方面停止使用其核炮彈，而俄羅斯亦在1992年採取相同行動。美國從歐洲移除近1,300枚核炮彈，據報在2004年前拆除了最後一枚砲彈。此後，便著眼於核掩體核炸彈的研發。

## 蘇聯

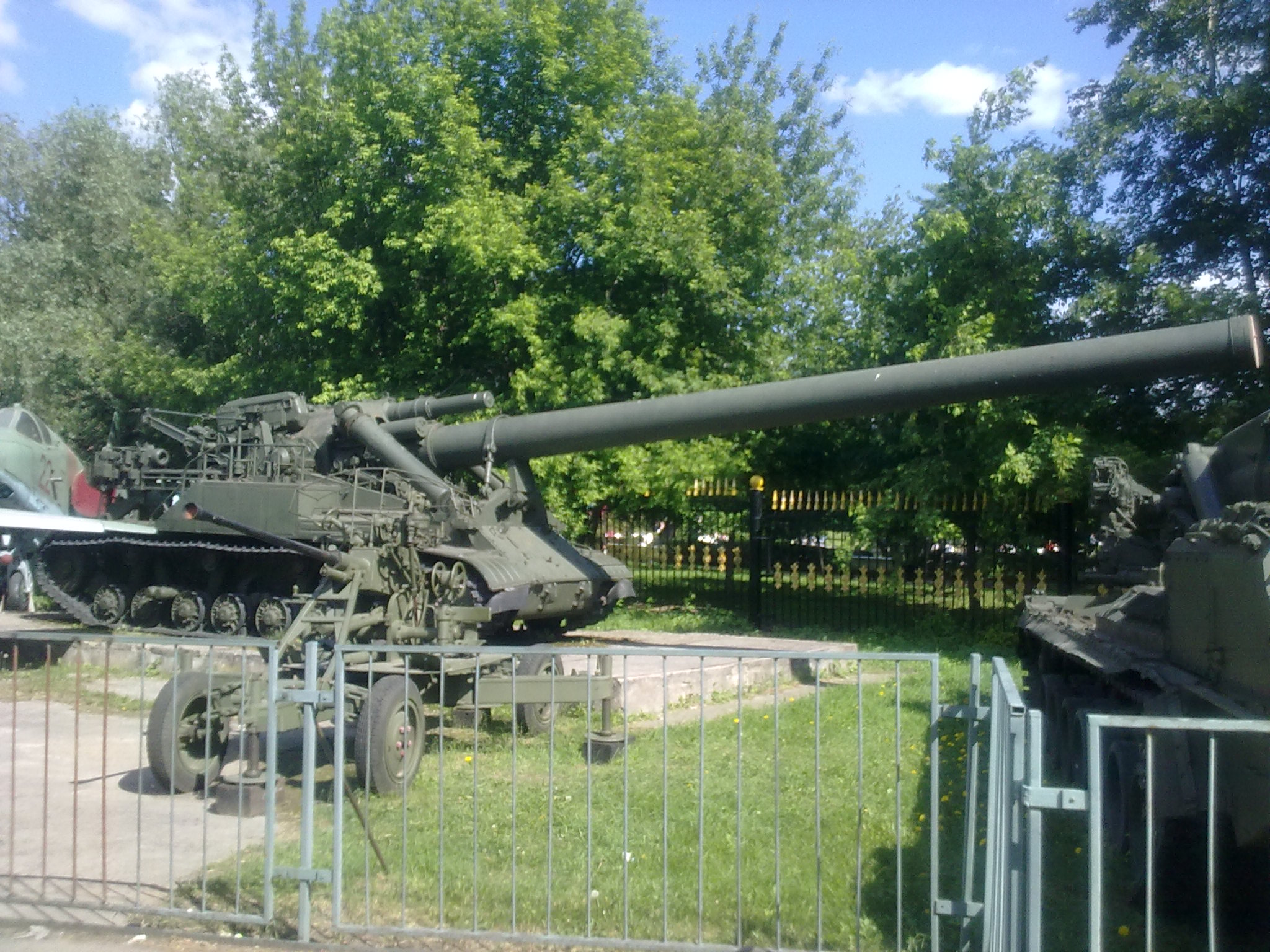
「Kondensator」SM-54(2A3)

蘇聯的核火炮是由火箭部隊操作，隸屬蘇聯陸軍火炮部隊。核武器的控制和保管由蘇聯國防部第12總局及其特殊部隊負責。
蘇聯研發並最終部署了火箭和炮射式核火炮系統。第一套研製的系統是在1956年公佈的SM-54(2A3) 406 mm自走炮，綽號「Kondensator」(俄文︰Конденсатор，意為電容器)。1957年，420 mm後膛裝載式滑膛自走炮，2B1 Oka或「Transformator」(俄文︰Трансформатор，意為變壓器)投入生產。但測試顯示兩個系統都存在重大操作缺陷，因而並沒有全面投產。特製武器與美國的M-65原子炮有着相似的缺陷，它們大、笨重且很快便過時。

與此同時，亦開發了以火箭和導彈為主的投送系統。最初的系統(T7 Scud， FROG-1及後續系統)，率先在1950年代引入。研發工作在以導彈為主的投送系統上繼續進行，包括︰
- T5 (北約FROG家族)自由飛行火箭
- T7 (北約SS-1 Scud)導彈
- TR-1 Temp（英语：TR-1 Temp）(北約SS-12 Scaleboard)導彈
- OTR-21 Tochka(北約SS-21 Scarab)導彈
- OTR-23 Oka（英语：OTR-23 Oka）(北約SS-23 Spider)導彈

在研製特製火炮失敗後，蘇聯改以由常規火炮部隊以標準火炮和榴彈炮(沒有進行改裝)發射核彈。第一種用於標準152 mm榴彈炮的核武器被稱為3BV3，它最終於1965年被接納。隨後的武器設計採用當時已有和新的技術︰
- 用於2S19自行火炮、2S3「相思」自走炮、2S5自走炮、D-20榴彈炮、2A36 Giatsint-B野戰炮、2A65 Msta-B榴彈炮的152 mm 3BV3炮彈。其爆炸當量為1000噸，最大射程17.4 km。該核武器由E. I. Zababakhin院士設計，被命名為RFYAC-VNIITF。
- 用於S-23、MK-3-180(最初為海岸炮(coast artillery pieces))的180 mm 3BV1炮彈，最大射程45 km
- 用於2S7自走炮、B-4M榴彈炮的203 mm 3BV2炮彈，射程18-30 km
- 用於M240迫擊炮和2S4自走迫擊炮的240 mm炮彈。正常最大射程9.5 km，火箭輔助下18 km

冷戰結束時，俄羅斯緊隨美國的步伐，於1993年停用其核火炮部隊。至2000年，俄羅斯宣佈，已經近乎銷毀所有核炮彈和導彈彈頭。

## 法國
法國的核火砲由炮兵團(Artillery Regiments)提供，它在1975-1993年期間，配備Pluton導彈系統，1991-1996年期間則配備Pluton的後續系統，Hadès短程彈道導彈。

## 北約
比利時、加拿大、希臘、意大利、荷蘭、土耳其和英國都有受過訓練操作和處理核武器的火炮部隊。那些分發的核武器由美國陸軍火炮部隊(US Army Artillery Groups)保管。
在不同時期，這些炮兵部隊使用以下武器︰
MGR-1誠實約翰自由飛行火箭
- MGM-5飛彈
- MGM-29飛彈
- MGM-52長矛導彈
- 從8寸(203 mm)榴彈炮，M1、 M15、 M110、 M110A1、M110A2發射的W33核砲彈
- 從155 mm榴彈炮，M109、M109A1、M109A2、M109G發射的W48核砲彈
- 德國聯邦國防軍空軍使用的潘興1型和潘興1a型導彈

### 意大利
由火炮部隊提供的核火炮搭載MGR-1誠實約翰自由飛行火箭，MGM-52長矛以及8寸(203 mm)榴彈炮。